# Wilfried Micke
Wilfried Micke (* 18. November 1943 in Dortmund; † 13. Oktober 2018) war ein deutscher Tischtennisspieler. Als kompromissloser Offensivspieler mit kurzen Noppen außen auf der Vorhandseite errang er mit seinen Vereinen DJK Unitas Dortmund, Borussia Dortmund und (seit 1968) PSV Borussia Düsseldorf viele Erfolge. Beruflich war Wilfried Micke Geschäftsführer eines Versandhandels mit Tischtennis-Artikeln.

## Größte Erfolge
Micke schloss sich als Jugendlicher dem Verein Borussia Dortmund an und wechselte 1967 zum PSV Düsseldorf. 1968 belegte er bei der deutschen Meisterschaft im Doppel mit Claus Scholz Platz drei. Seine größten Erfolge sind fünf Mannschaftsmeisterschaften und 2 Pokalmeisterschaften mit seinem Verein PSV Borussia (später Borussia Düsseldorf). 1977 zog er sich aus der ersten Mannschaft und damit der Tischtennis-Bundesliga zurück. Bis dahin hatte er mehr als 400 Bundesligaspiele bestritten. Er spielte noch einige Jahre in der zweiten Mannschaft und trat 1979 schließlich vom aktiven Sport zurück. Für diesen Düsseldorfer Verein war er auch nach Ende seiner aktiven Laufbahn bis 1994 als Manager tätig.
- Deutsche Mannschaftsmeisterschaften jeweils 1. Platz mit PSV Borussia Düsseldorf: 1969, 1970, 1971, 1974, 1975
- Deutsche Pokalmeisterschaften jeweils 1. Platz mit PSV Borussia Düsseldorf: 1970, 1971
- Westdeutsche Meisterschaften
  - 1972 Herren-Doppel mit Wilfried Lieck (TuS Altena-Nachrodt)

## Funktionär
Micke war bis zum 20. Januar 1995 im Ligaausschuss tätig.

## Beruf
Wilfried Micke lernte Chemielaborant und arbeitete bis 1970 bei der Dortmunder Actien-Brauerei. 1970 eröffnete er ein Fachgeschäft für Tischtenniszubehör (sport-micke), das 1977 mit Eberhard Schölers Firma (schöler-tischtennis) zu schöler+micke fusionierte. Als einer der ersten Tischtennis-Händler bot Wilfried Micke seinen Kunden bereits 1970 maßgefertigte Tischtennisschläger an – Schlägerhölzer und die zugehörigen Beläge wurden einzeln kombinierbar – ein Service, der heute im Tischtennishandel selbstverständlich ist.

## Privat
Wilfried Micke war seit Dezember 1975 verheiratet mit Ehefrau Marianne Becker. Er hatte eine Tochter Anja und einen Sohn Sebastian.
Er starb am 13. Oktober 2018 nach langer Krankheit im Alter von 74 Jahren.